# Jonathan Scott
Jonathan Ray Scott (Dallas, 10 gennaio 1983) è un giocatore di football americano statunitense che gioca nei ruoli di offensive tackle per i Chicago Bears della National Football League (NFL). Fu scelto nel corso del quinto giro (141º assoluto) del Draft NFL 2006 dai Detroit Lions. Al college giocò a football coi Texas Longhorns.

## Carriera professionistica
Scott fu scelto nel corso del quinto giro del Draft 2006 dai Detroit Lions. Con essi disputò due stagioni prima di essere svincolato il 30 agosto 2008. Firmò con i Buffalo Bills il 18 dicembre 2008 e lì giocò anche nella stagione 2009. Il 18 marzo 2010, Scott firmò un contratto coi Pittsburgh Steelers. Il 29 luglio 2011, rifirmò un nuovo contratto annuale con gli Steelers. Fu svincolato il 19 luglio e passò la pre-stagione 2012 nuovamente coi Lions ma fu nuovamente svincolato ad agosto 2012.
Scott firmò coi Chicago Bears il 10 settembre 2012. Dopo che Gabe Carimi fu messo in panchina, Scott lo sostituì, diventando il tackle destro titolare dei Bears. Il 25 marzo 2013 firmò un nuovo contratto annuale coi Bears.

## Vittorie e premi
- Campionato NCAA: 1

Texas Longhorns: 2005
- American Football Conference Championship: 1

Pittsburgh Steelers: 2010

## Statistiche
| Partite totali      | 70 |
| Partite da titolare | 35 |

Statistiche aggiornate alla stagione 2012